# دوري السوبر الأوغندي 2013-14
دوري السوبر الأوغندي 2013-14 (بالإنجليزية: 2013–14 Uganda Super League)‏ هو موسم من دوري السوبر الأوغندي. أشرف على تنظيمه اتحاد أوغندا لكرة القدم، وفاز فيه نادي كامبالا سيتي.